# Штурм Киева войсками Муравьёва
Штурм Киева войсками Муравьёва — операция по захвату столицы Украинской Народной Республики войсками Советской власти под командованием Михаила Муравьёва. Завершилась взятием Киева большевиками и эвакуацией из города членов украинского правительства.

## Предыстория
Украинская Центральная Рада не признала вооружённое большевистское восстание в Петрограде (29 октября (11 ноября) 1917). В тот же день в Киеве началось восстание, организованное местными большевиками, которое через несколько дней было подавлено после того, как Центральная Рада стянула в город лояльные войска.
7 (20) ноября 1917 Центральная Рада приняла Третий универсал, провозгласив создание Украинской Народной Республики в федеративном союзе с Российской республикой. Были объявлены границы УНР, включавшие губернии с преимущественно украинским населением: Киевскую, Волынскую, Подольскую, Херсонскую, Черниговскую, Полтавскую, Харьковскую, Екатеринославскую и уезды Северной Таврии (без Крыма).

12 (25) декабря 1917 года на Первом Всеукраинском съезде Советов в Харькове была провозглашена Украина республикой советов рабочих, солдатских и крестьянских депутатов. Делегаты избрали Центральный Исполнительный Комитет Украинской Социалистической Советской Республики и сформировали правительство — Народный секретариат.
29 декабря 1917 года СНК РСФСР официально признал советское правительство Украины. После этого началась подготовка военной операции по свержению УНР.

## Ход операции
Советское командование готовило наступление на территорию УНР. Одновременно Киевский совет рабочих и солдатских депутатов поднял восстание с целью поддержки наступления советских войск. Восстание было жестоко подавлено войсками УНР.
Тем временем «красные» под командованием Михаила Муравьёва перешли в наступление. На станции Круты они встретили сопротивление студенческих отрядов; сопротивление было подавлено. Вместо преследования отступающих украинских частей советские войска разоружили нейтральные полки и открыли по ним артиллерийский огонь, что вызвало столкновения с этими частями. В результате армия УНР была окончательно разгромлена.

## Итоги операции
Операция завершилась успешно: советские войска взяли Киев 26 января (8 февраля) 1918 года, после чего Украинская Центральная Рада эвакуировалась на Запад Украины. В течение недели последовали массовые репрессии против офицеров, генералов и сторонников УНР: по разным оценкам, от двух до пяти тысяч человек были расстреляны или погибли в ходе «красного террора». Среди жертв были как офицеры царской армии, так и представители войск УНР. По ряду данных, при штурме Киева красные войска применяли отравляющие газы.
В апреле 1918 года Ф. Э. Дзержинский арестовал командующего операцией М. А. Муравьёва в Москве и в показаниях в Следственном отделе Народного комиссариата юстиции отметил:  
> «…Грабеж и насилие — сознательная военная тактика, которая, давая нам мимолетный успех, в итоге приносила поражение и позор.»
Муравьёв был освобождён в мае 1918 года, но уже 10 июля 1918 года был вновь арестован большевиками за участие в анархистском восстании в Симбирске.